# Manila Bulletin
Manila Bulletin (PSE: MB), también conocido como Bulletin (anteriormente conocido como Manila Daily Bulletin desde 1906 hasta el 23 de septiembre de 1972, y Bulletin Today desde el 22 de noviembre de 1972 hasta el 10 de marzo de 1986), es el periódico de gran formato en inglés de mayor circulación en Filipinas. Fundado en 1900, es el segundo periódico más antiguo publicado en Filipinas y el segundo periódico en inglés más antiguo del Lejano oriente. Su lema oficial es El periódico líder de la nación.

## Historia
Manila Bulletin fue fundado en 1900 por Carlson Taylor como una publicación marítima. En 1957, el periódico fue adquirido por un expatriado suizo llamado Hans Menzi.
Desde 1938 hasta su muerte en 2002, José Guevara escribió una columna de comentarios políticos para el periódico.
En ocasiones, la política editorial del Manila Bulletin ha encontrado objeciones por parte de las autoridades civiles. Durante la Segunda Guerra Mundial, el editor del periódico, Roy Anthony Cutaran Bennett, fue encarcelado y torturado por los japoneses por sus declaraciones, oponiéndose a la expansión militarista del Imperio Japonés. El Manila Bulletin (como Bulletin Today de 1972 a 1986) sobrevivió a la era de la ley marcial del presidente Ferdinand Marcos como herramienta de propaganda.
Tras la muerte de Menzi en 1984, el magnate empresarial filipino chino Emilio Yap se convirtió en el nuevo presidente del Boletín. Menzi invitó a Yap a convertirse en accionista en 1961. La empresa cotiza en la Bolsa de Valores de Filipinas desde 1990 y tuvo ingresos de aproximadamente US$45 millones en 2004. Además de su producto insignia, publica otros dos diarios tabloides, Tempo y Balita, así como nueve revistas más, como Philippine Panorama, Bannawag, Liwayway, Bisaya y una serie de otras revistas en inglés, tagalo, cebuano y otras lenguas filipinas. También publica varias revistas de estilo de vida como Wedding Essentials, Style Weekend, Garage Magazine, Agriculture Magazine, Digital Gen, Going Places y Animal Scene.
En mayo de 2021, el Manila Bulletin nombró a la editora comercial Loreto Cabanes como nueva editora en jefe tras el fallecimiento del Dr. Crispulo Icban. Herminio "Sonny" B. Coloma también fue nombrado como nuevo editor.
La empresa tiene dos periódicos hermanos, Tempo (en inglés) y Balita (en tagalo). Para mejorar aún más su imagen como periódico que presenta noticias positivas, el Boletín introdujo recientemente un nuevo eslogan de marketing: Aquí hay buenas noticias. En 2015, adoptaron el eslogan de marketing Estar completamente informado, que todavía se usa hasta el día de hoy.
Además, mantiene el sitio web de noticias más antiguo de Filipinas. Hasta la fecha, es el mayor suscriptor de la Philippine News Agency entre los periódicos.

## Edición online china
En junio de 2020, Manila Bulletin presentó su edición en línea en idioma chino, convirtiéndose así en el primer medio de noticias impreso importante de Filipinas en tener una edición en chino en línea que atendería a la población filipino-china y la diáspora china (trabajadores del Philippine Offshore Gaming Operations, POGO) en Filipinas.

## Recepción
El 22 de diciembre de 2007, los resultados de la encuesta del Nielsen Media Index Study (Enhanced Wave 2) de Nielsen Media Research, que cubría todo el año 2007, mostraron que el Manila Bulletin fue la elección del 47% «de los que dijeron que habían leído un periódico», con 1,17 millones de lectores. Esto fue más bajo que sus rivales Philippine Daily Inquirer (53% con 1,3 millones de lectores) y más alto que el The Philippine Star (42% con 1,05 millones de lectores). La encuesta de Nielsen también mostró que Panorama quedó en segundo lugar con un 35% de lectores, por debajo del Sunday Inquirer Magazine (39% de lectores) y por encima del Starweek (12%).
Los últimos resultados de Nielsen Consumer and Media View del segundo trimestre de 2016 colocan al Manila Bulletin con una participación del 48% del mercado total de periódicos de gran formato, como el periódico de este tipo más leído en Filipinas. El Philippine Daily Inquirer ocupa el segundo lugar con un 38%, seguido de Philippine Star con un 14%.
Los resultados de la encuesta global 2020 Digital News Report, un proyecto anual del Instituto Reuters para el Estudio del Periodismo de la Universidad de Oxford, revelaron que Manila Bulletin, junto con el The Philippine Star y TV5, era la segunda marca más confiable con un 68%, detrás sólo del GMA Network con un 73%.

## Controversia
El 5 de junio de 2008, un bloguero filipino demandó al Boletin por infracción de derechos de autor. El blogger fotográfico había descubierto que las fotos que había tomado y publicado en línea habían sido utilizadas por el Manila Bulletin en la sección "Viajes y turismo" de su edición del 21 de marzo de 2007. Aparentemente, las fotografías habían sido alteradas y utilizadas por el periódico sin el consentimiento del fotógrafo original y sin atribución o compensación. Un mes después, el periódico presentó una reconvención contra el bloguero, reclamando «daños ejemplares y morales». El Manila Bulletin afirmó que su uso y alteración, creando obras derivadas de las fotografías, constituía un uso justo.

## Grupo Manila Bulletin Publishing Corp.
El Grupo Manila Bulletin Publishing Corp., fundado el 22 de junio de 1989, constituye una serie de publicaciones además del Manila Bulletin, entre las que cuentan tabloides y revistas de género.

### Tabloides
- Tempo
- Balita

### Revistas

#### Espectáculo
- Bannawag
- Bisaya Magasin
- Hiligaynon Magazine
- Liwayway

#### Deportes
- Sports Digest

#### Estilo de vida
- Animal Scene
- Going Places (anteriormente llamado Cruising)
- Philippine Panorama
- The Digital Generation
- Agriculture
- Wedding Essentials
- Garage
- Crosstrain.PH

### Propiedades en línea
- Manila Bulletin - Edición en línea (en inglés)
- Manila Bulletin  - Edición en línea (en chino)